# 江戸城三十六見附
江戸城三十六見附（えどじょうさんじゅうろくみつけ）とは、江戸城に置かれた見附（見張り番所）のうちの主な36か所を挙げたもの。堀に架けられた橋と一体的に設置されたものが多い。
見附とは、本来、街道の分岐点など交通の要所に置かれた見張り所に由来する言葉である。江戸城の見附は、見張り役の番兵が駐在する城門のことを言い、門の内側に番兵が滞在できる番所があった。俗に江戸城には36の見付があったといわれ（江戸城三十六見附）、現在も四谷見附・赤坂見附など、地名として残っている。
実際には、江戸の城門の見張り場所自体はもっと多数あったようだが（66、90など諸説あり）、枡形門を持つ見附は、幕府作事方の資料によると外曲輪に26門あり、内曲輪にいくつあったかは明らかになっていない。語呂の関係から、枡形の26門に、目ぼしい10門を足して「三十六見附」とし、江戸の名所として喧伝されたようである。

## 一覧
1. 浅草見附
2. 筋違見附
3. 小石川見附
4. 牛込見附
5. 市谷見附
6. 四谷見附
7. 喰違見附
8. 赤坂見附
9. 虎ノ門
10. 幸橋門
11. 山下橋門
12. 数寄屋橋門
13. 鍛冶橋門
14. 呉服橋門
15. 常盤橋門
16. 神田橋門
17. 一ツ橋門
18. 雉子橋門
19. 竹橋門
20. 清水門
21. 田安門
22. 半蔵門
23. 桜田門
24. 日比谷門
25. 馬場先門
26. 和田倉門
27. 大手門
28. 平川門
29. 北桔橋門
30. 西の丸大手門
31. 西の丸玄関門（二重橋）
32. 坂下門
33. 桔梗門
34. 下乗門
35. 中之御門
36. 中雀門

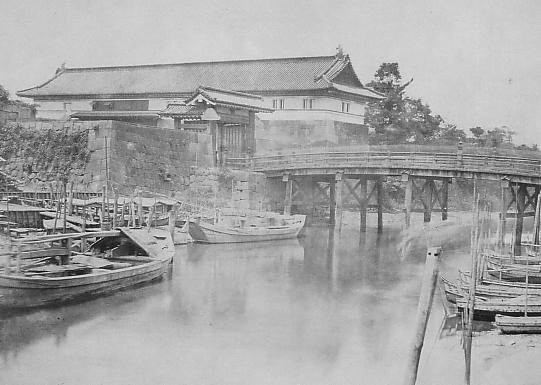
浅草橋門
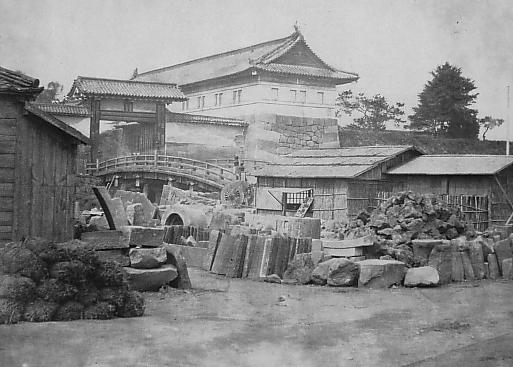
筋違橋門
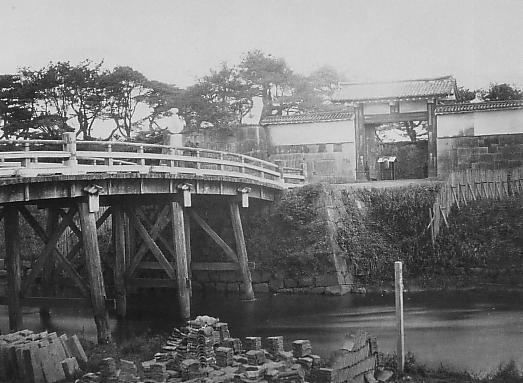
小石川門
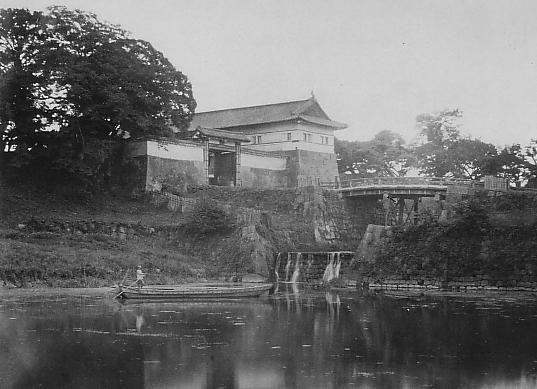
牛込門
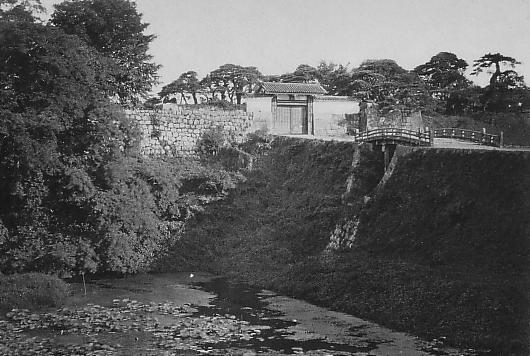
市谷門
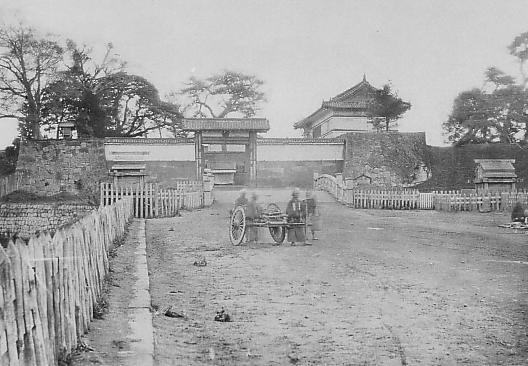
四谷門
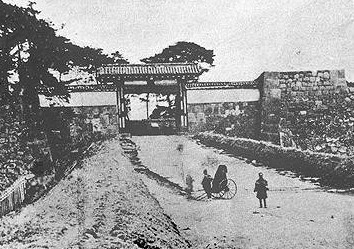
赤坂門
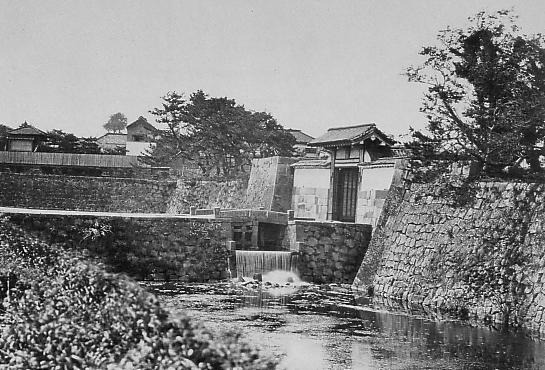
虎ノ門
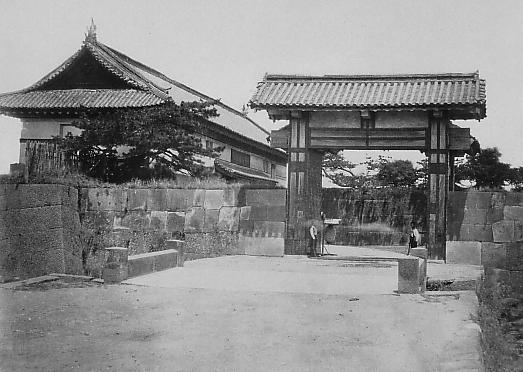
幸橋門
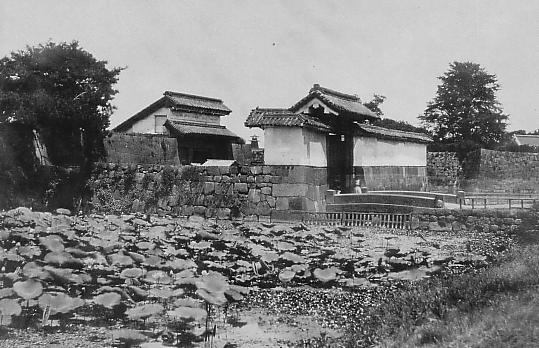
山下門
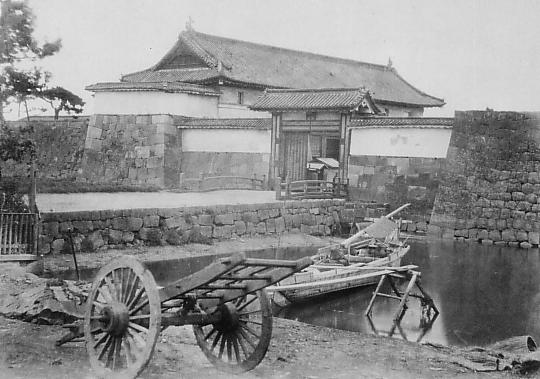
数寄屋橋門
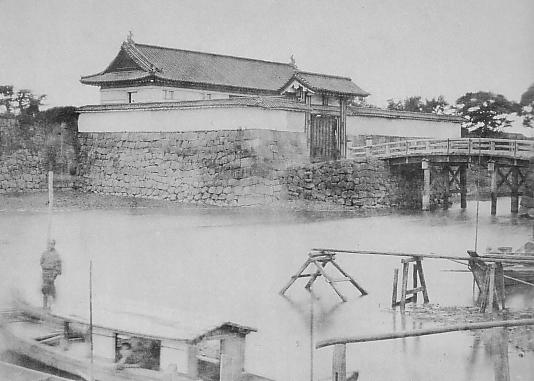
鍛冶橋門
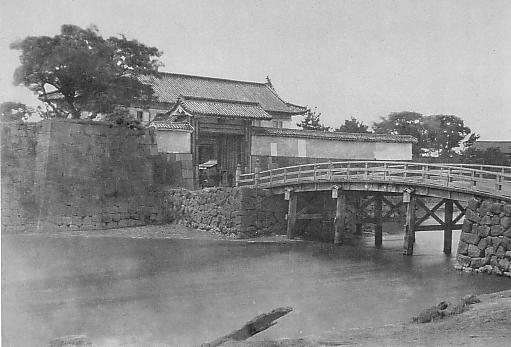
呉服橋門
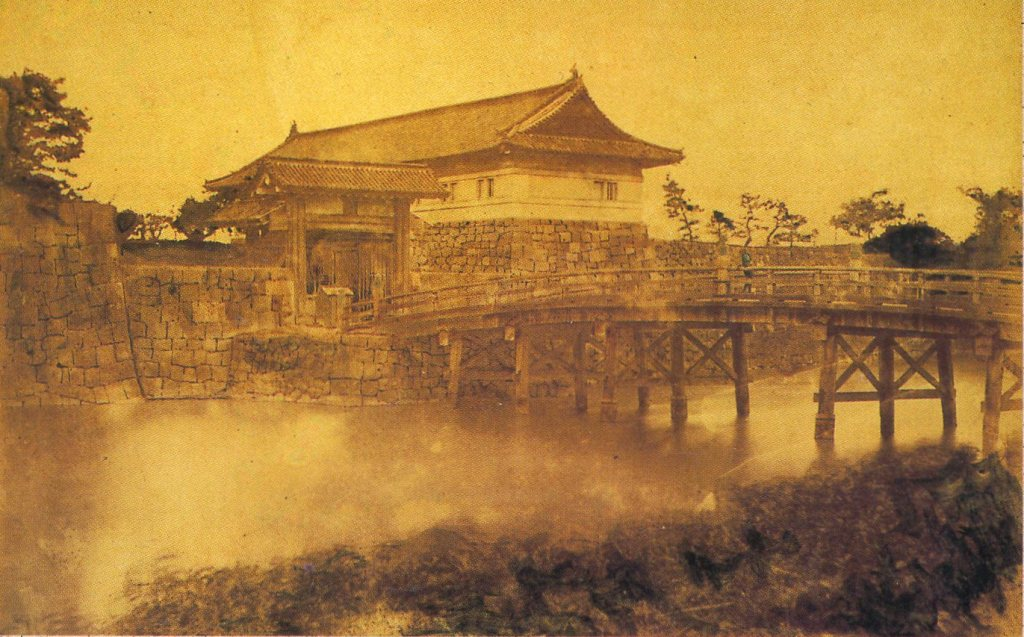
常盤橋門
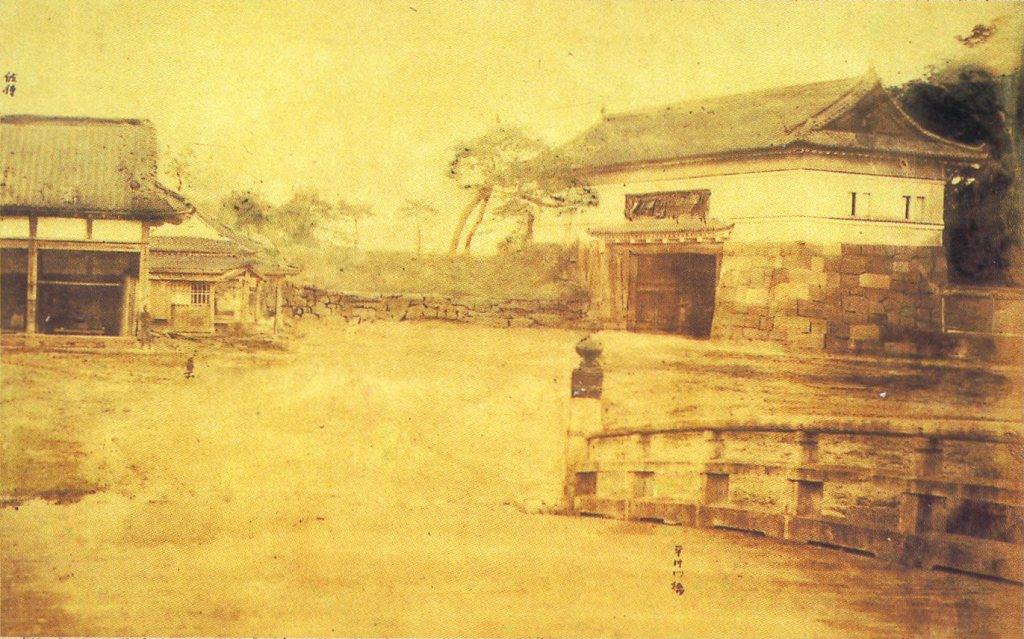
一ツ橋門
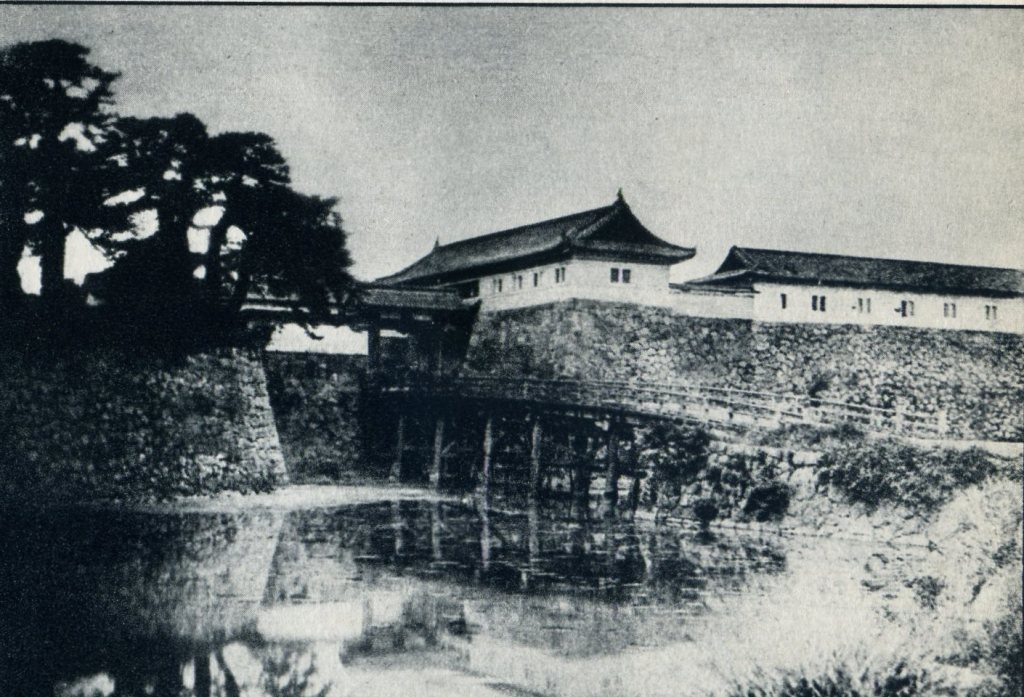
竹橋門
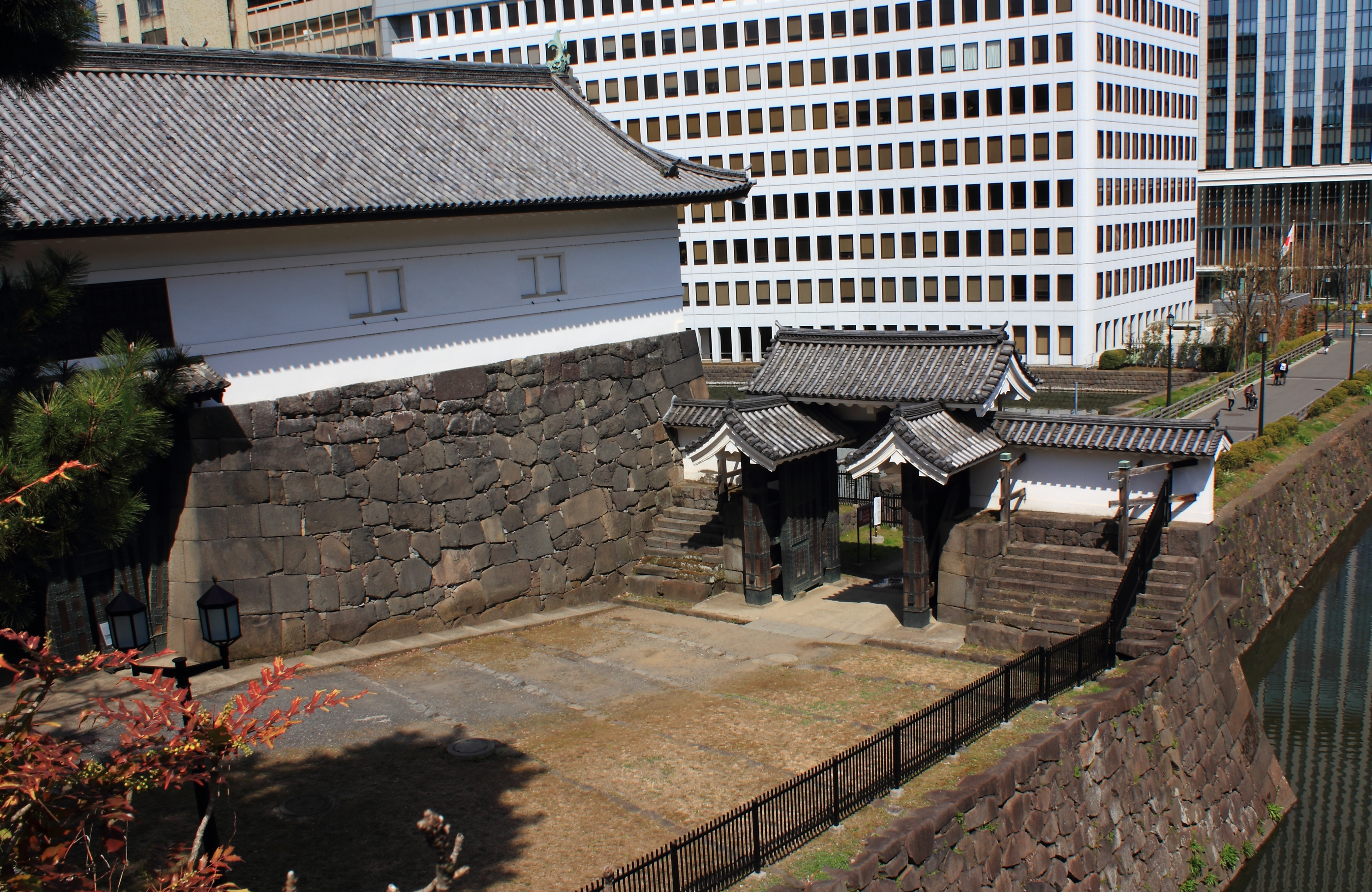
清水門
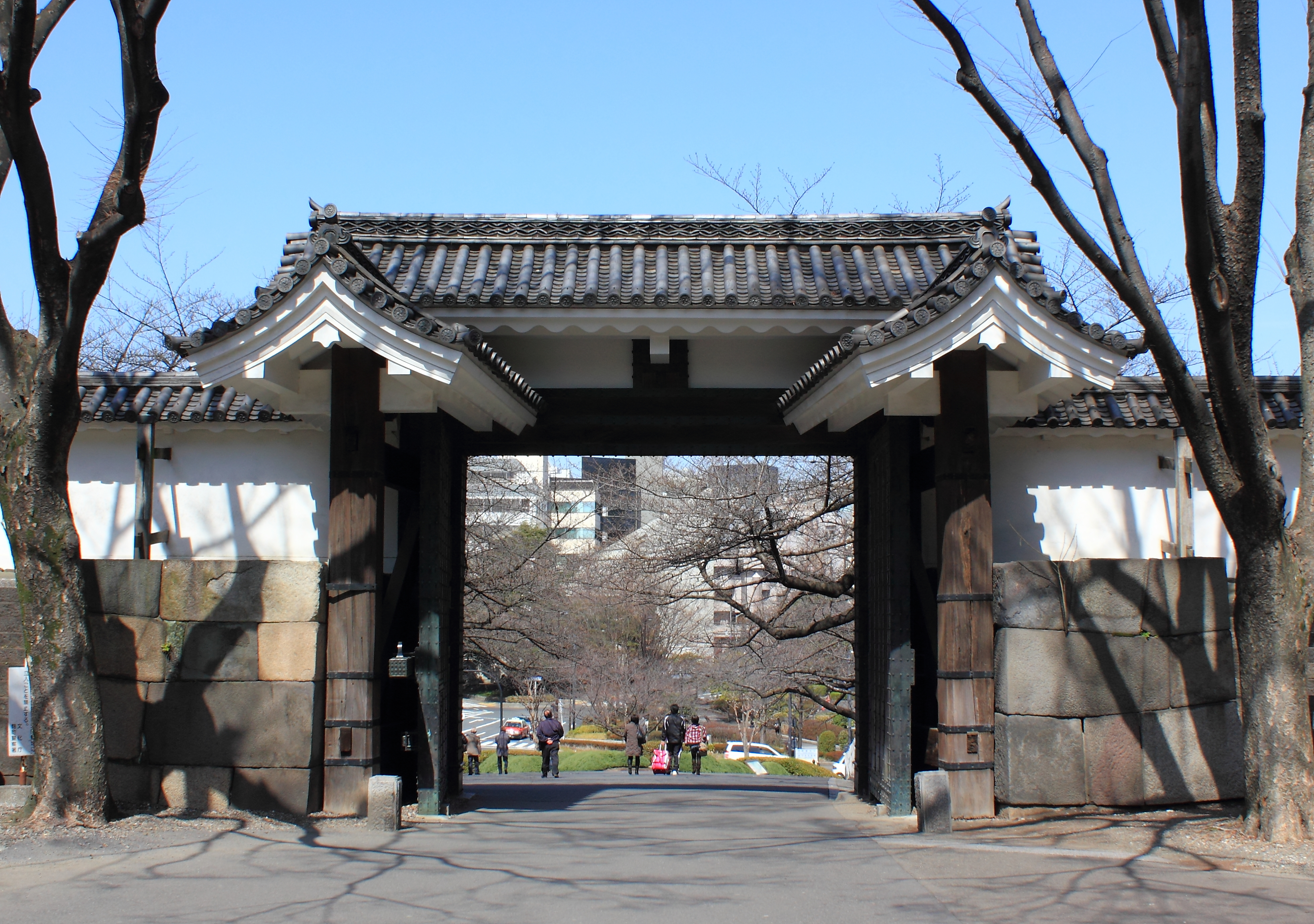
田安門
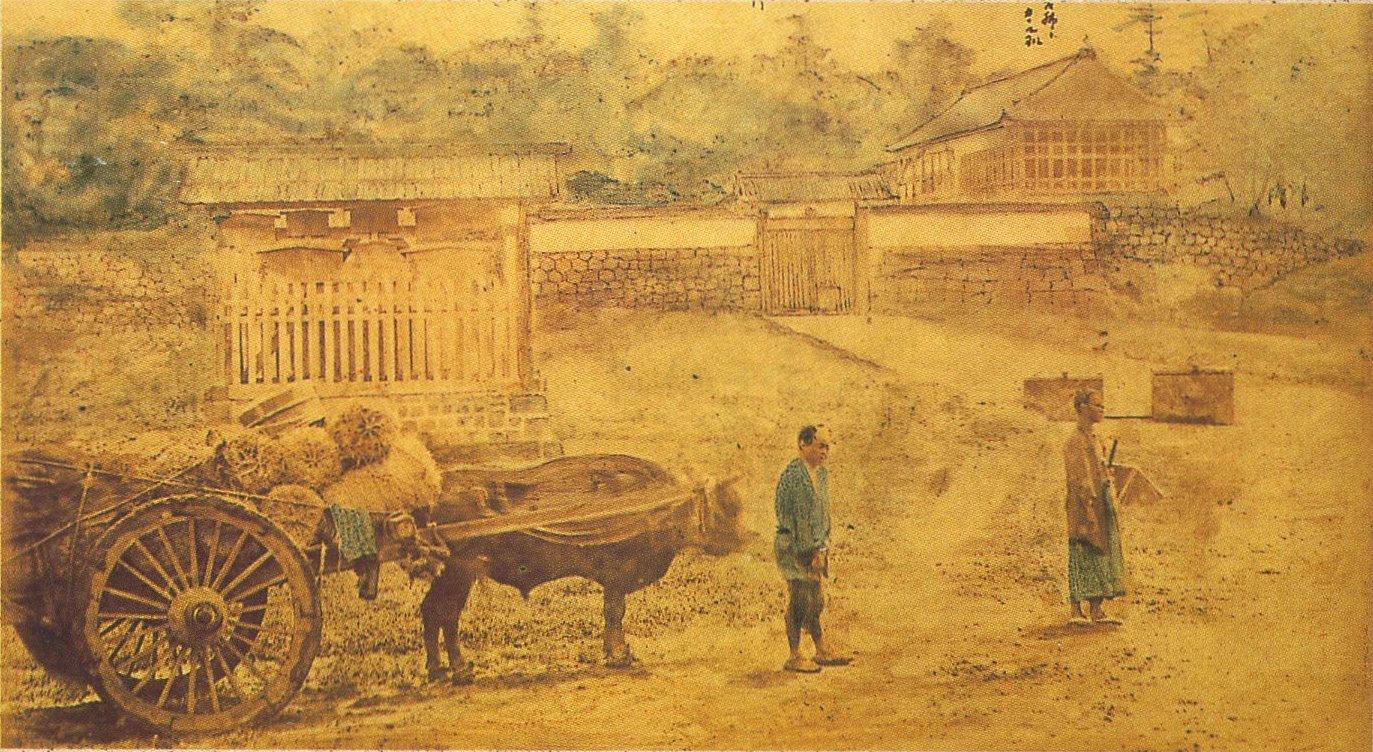
半蔵門
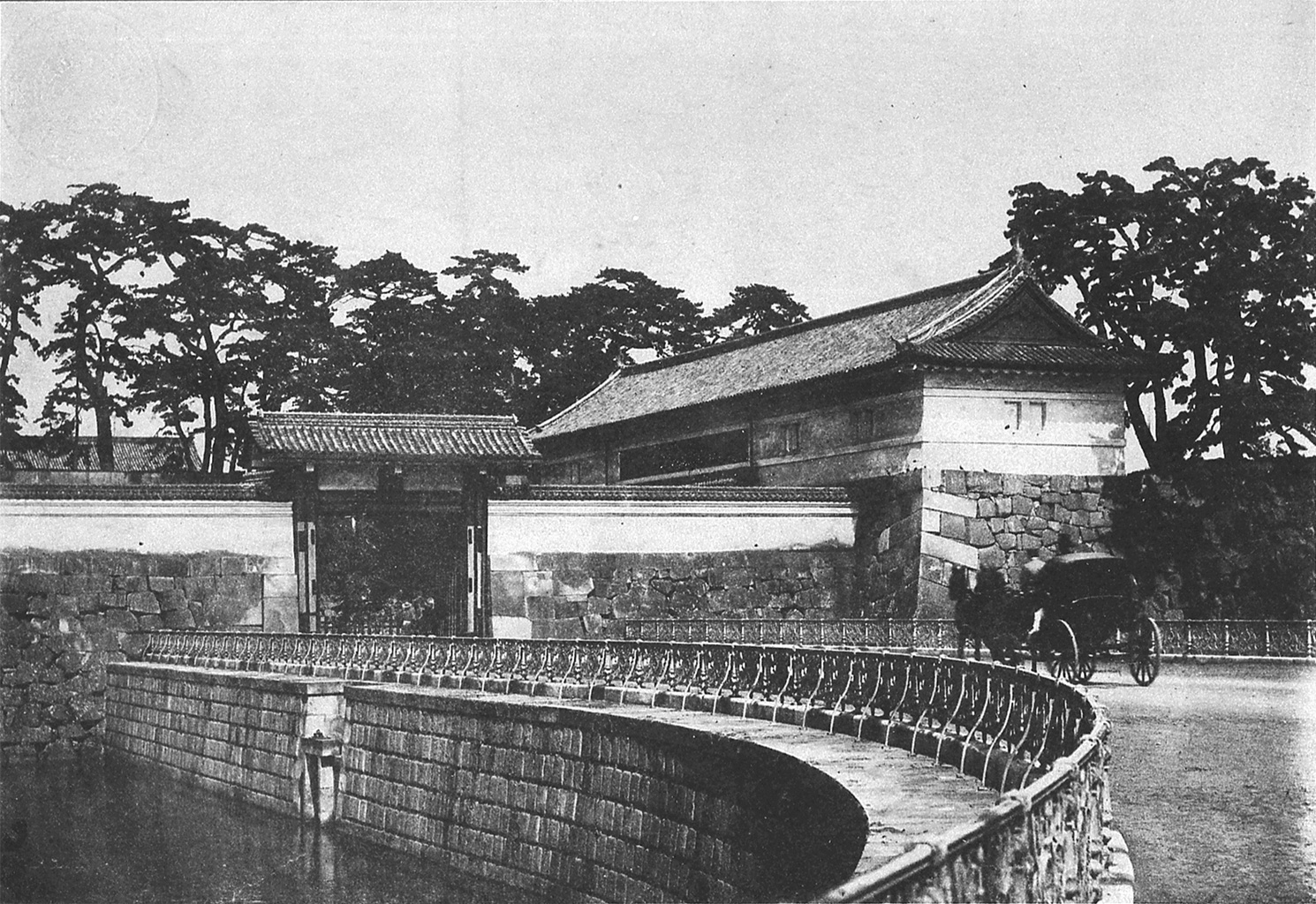
桜田門
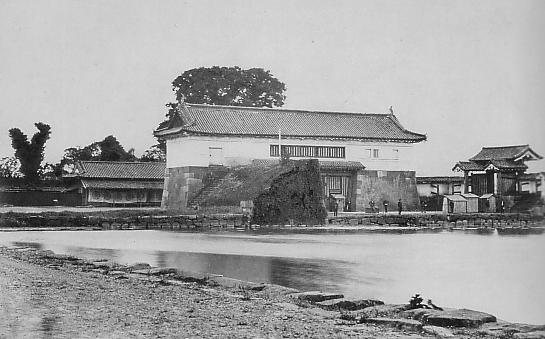
日比谷門
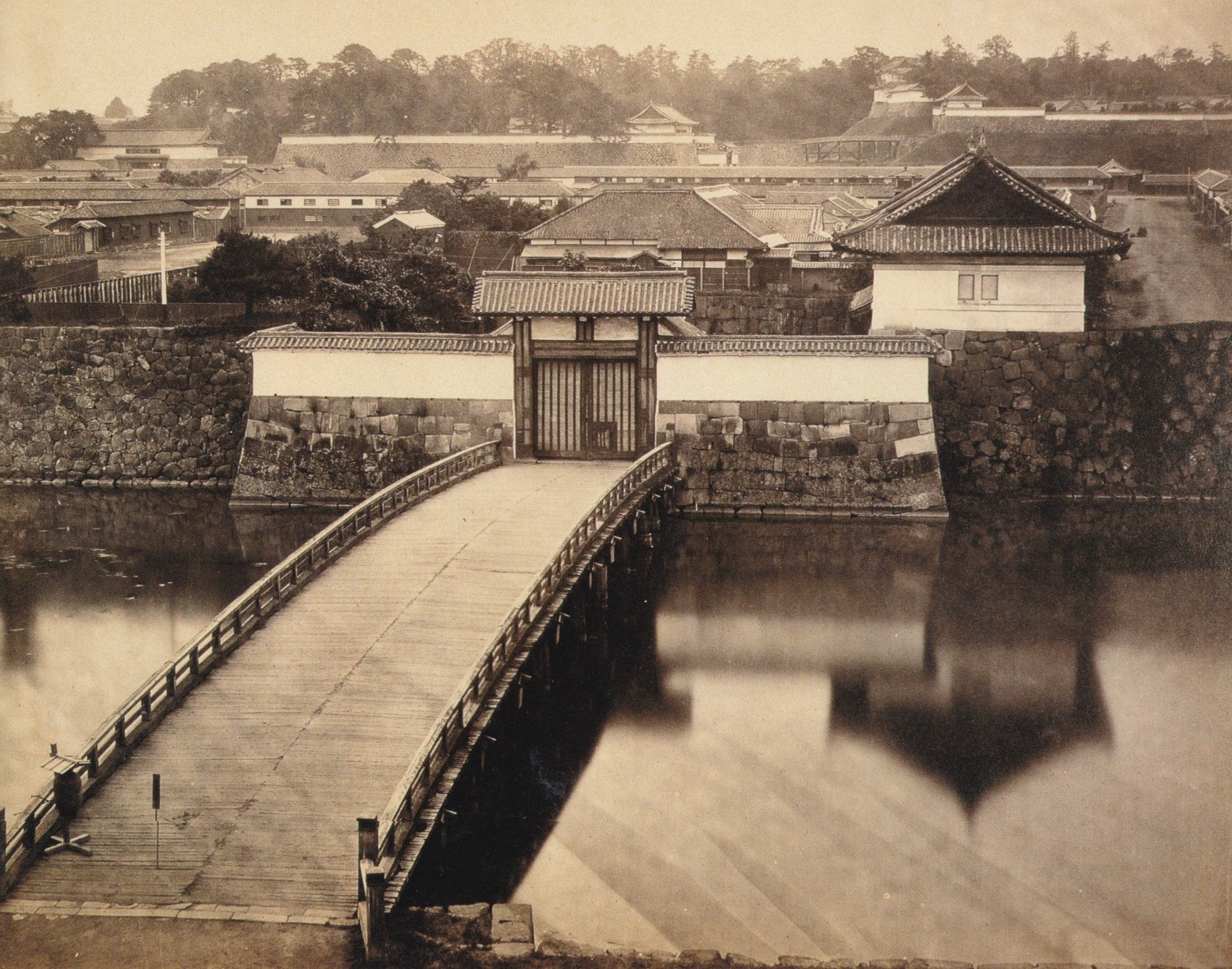
馬場先門
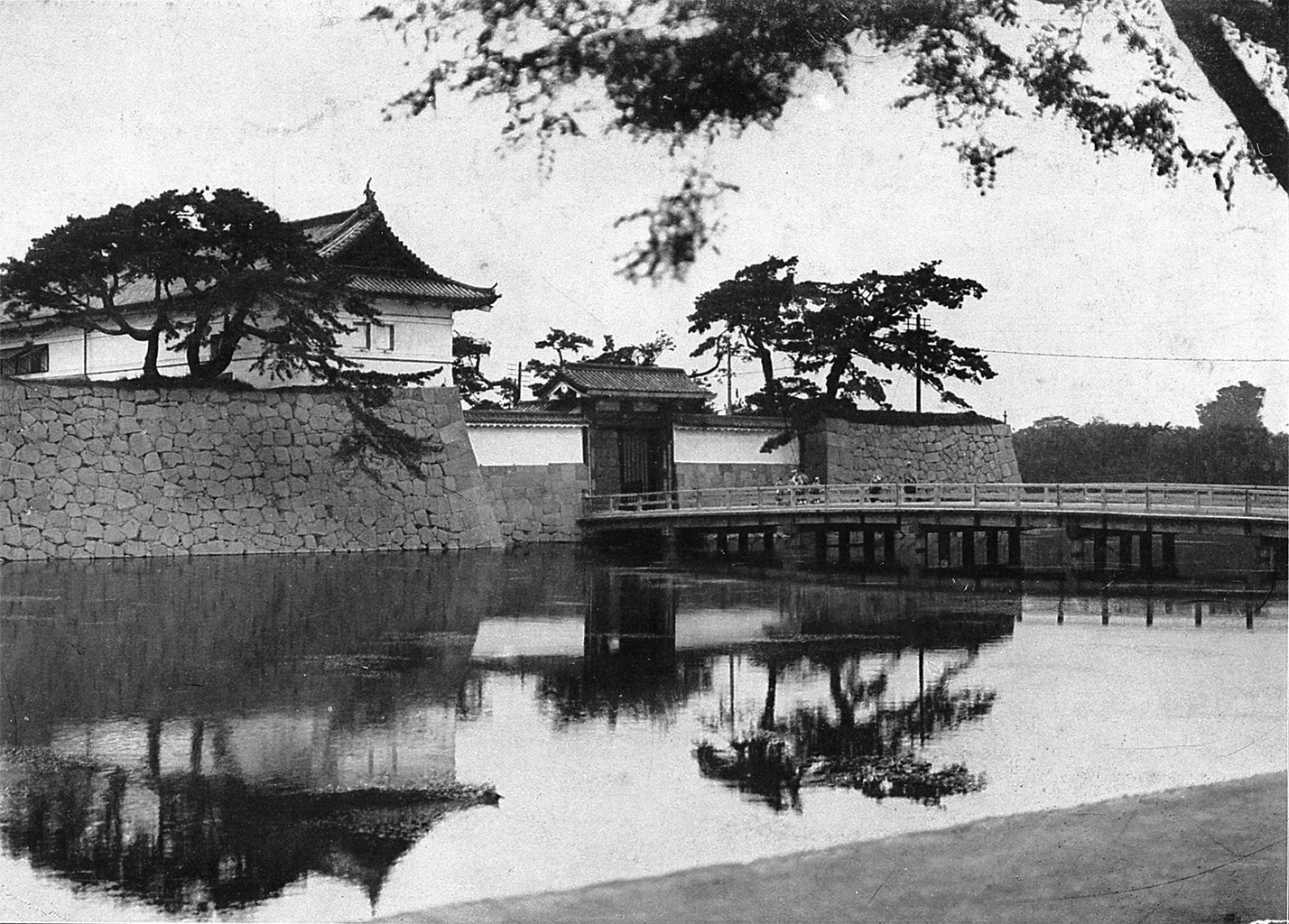
和田倉門
大手門
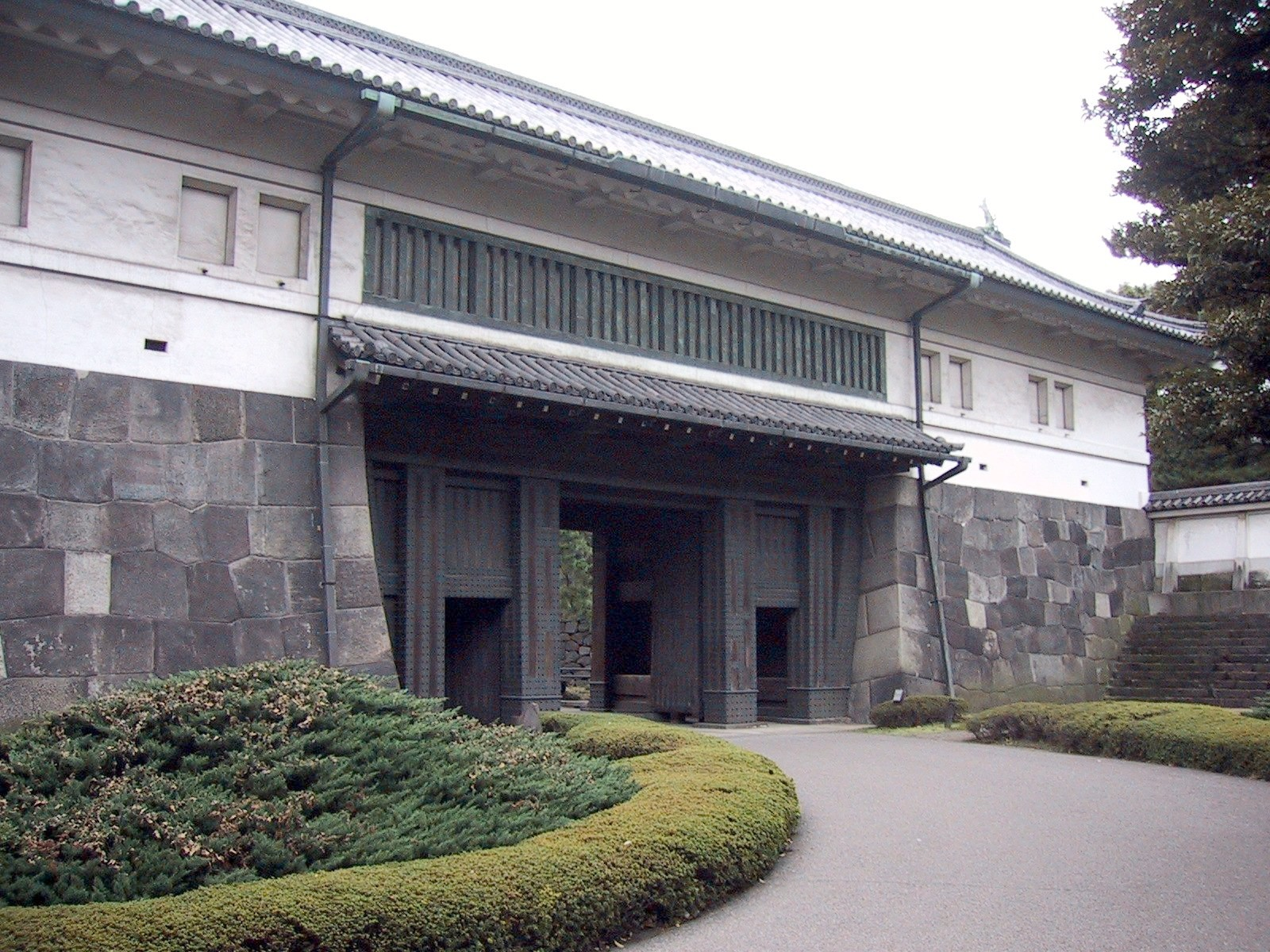
平川門
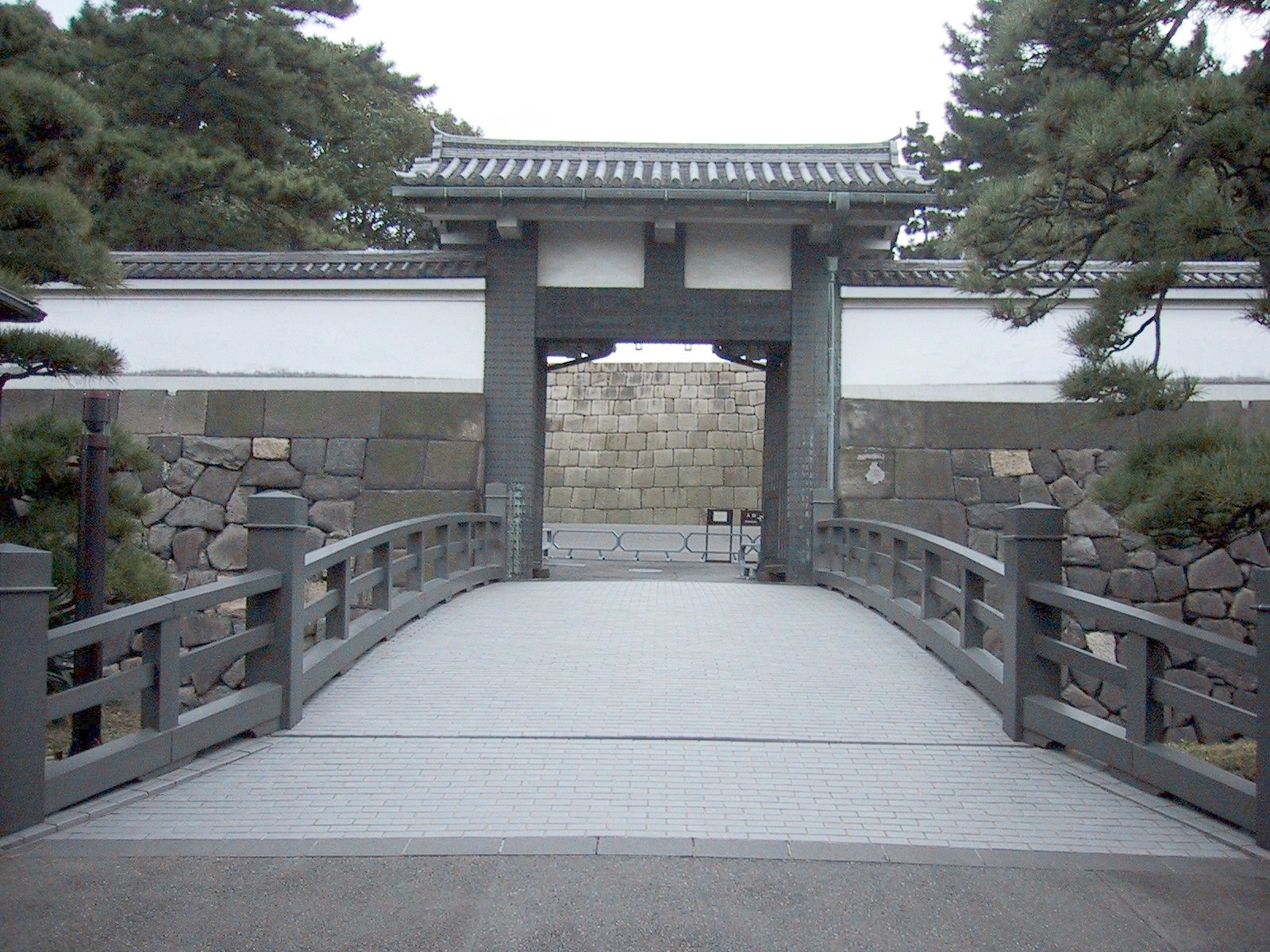
北桔橋門
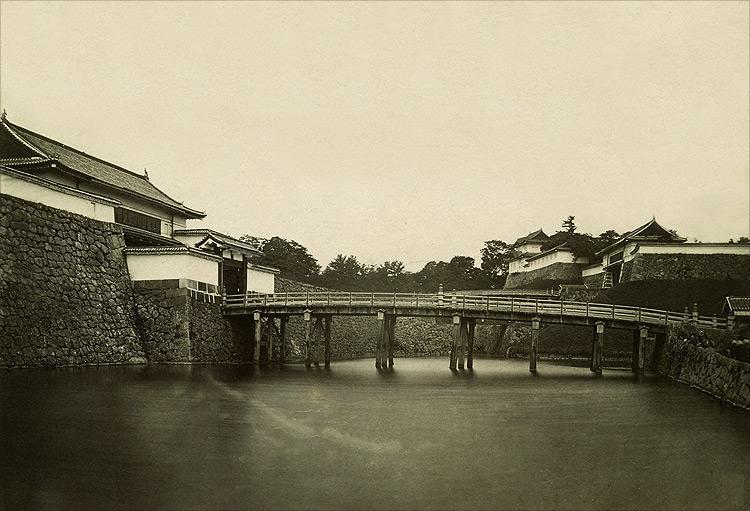
西丸大手門（手前）、西丸玄関前門（奥）
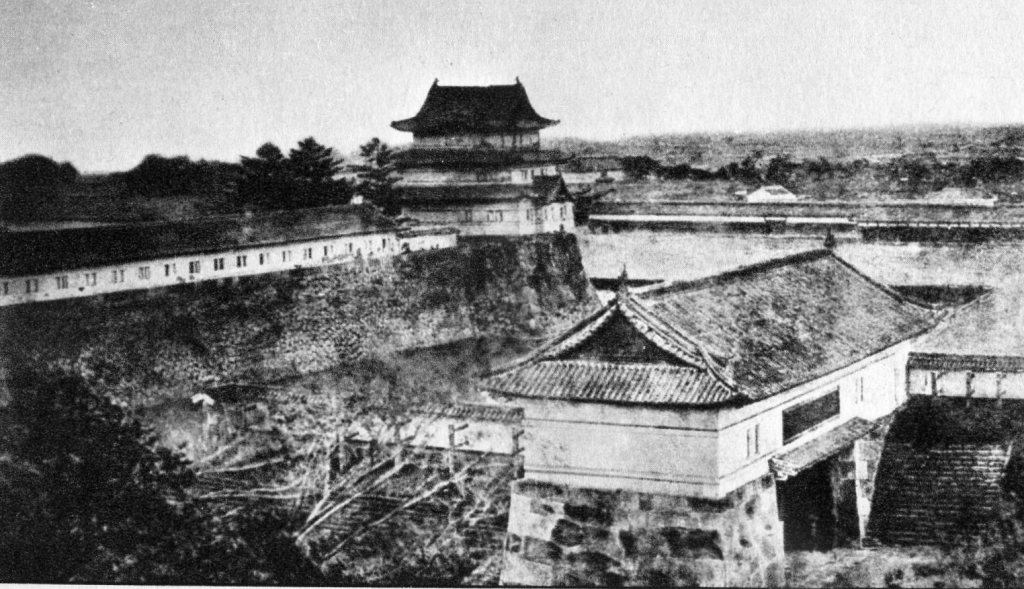
坂下門（現在の門は90度位置が変わっている）
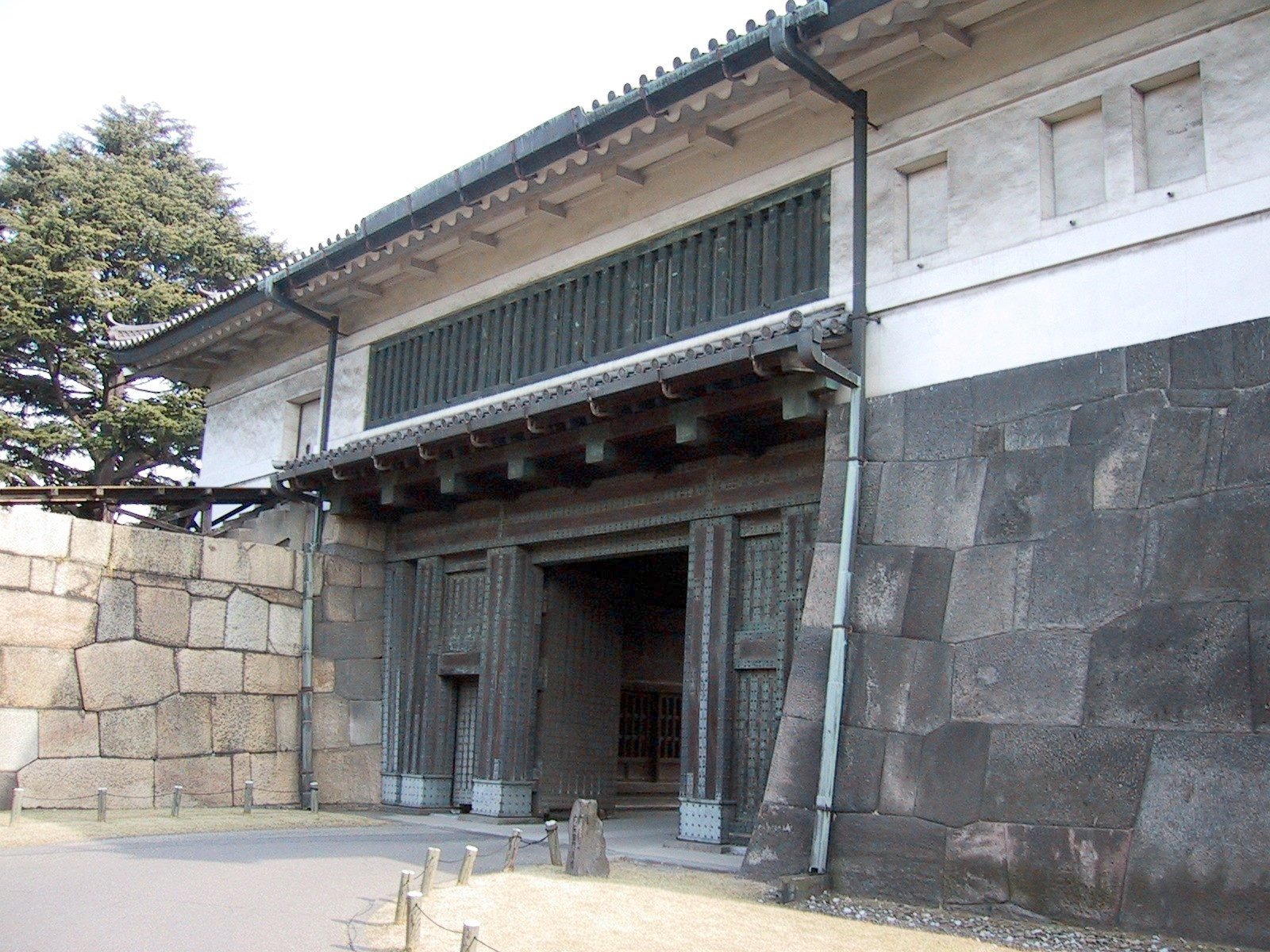
桔梗門
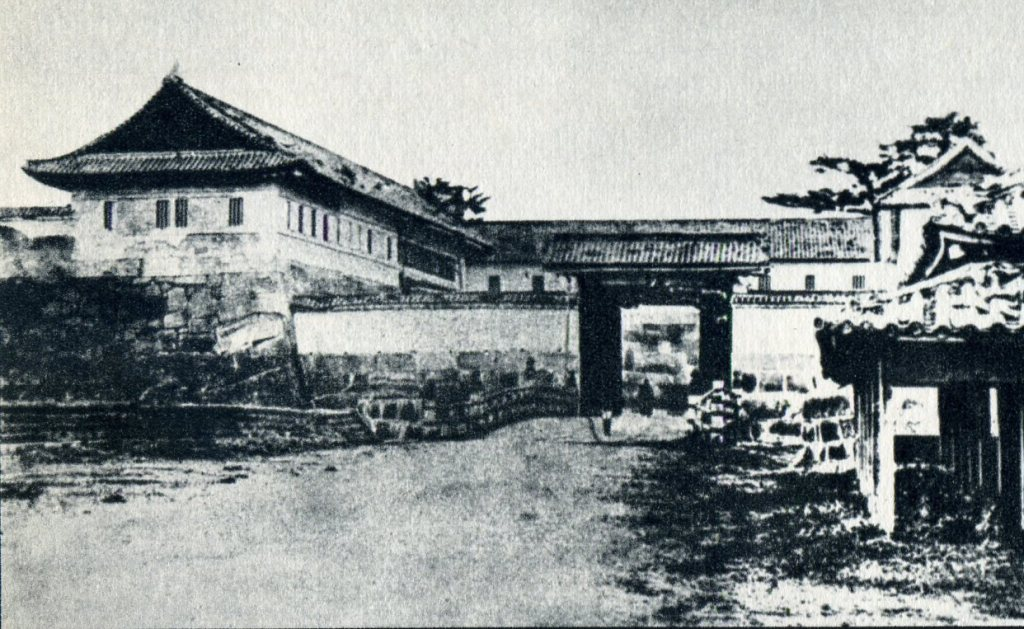
下乗門
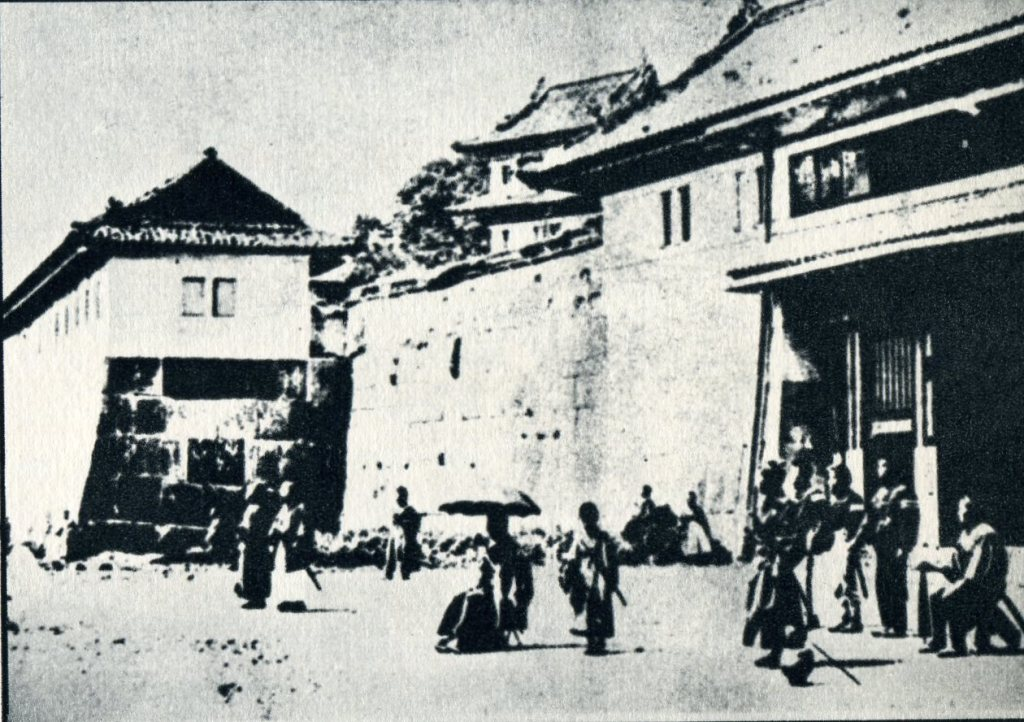
中之門
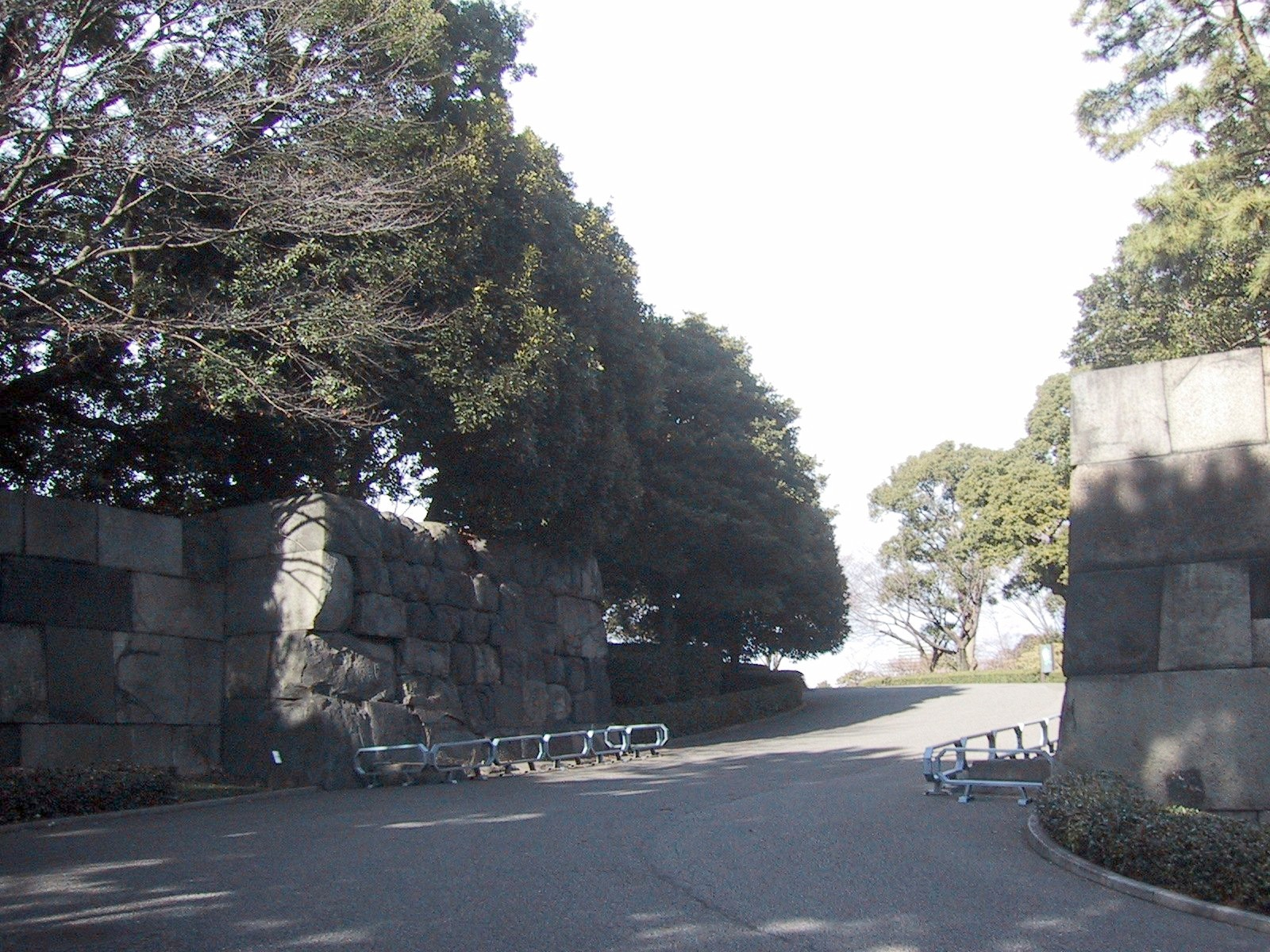
中雀門跡